# Marin malgré lui
Pour l’article homonyme, voir Marin malgré lui (film, 1921).
Pour plus de détails, voir Fiche technique et Distribution.
Marin malgré lui (Shanghaied) est un dessin animé de Mickey Mouse produit par Walt Disney pour United Artists et sorti le 13 janvier 1934.

## Synopsis
À bord d'un clipper, l'équipage chante et se moque du capitaine qui a enfin trouvé une fille. Pat le Pirate a pris en otage Mickey et Minnie ligotés dans sa cabine. Pendant que Pat essaye d'avoir les faveurs de Minnie, Mickey parvient à se libérer et prend comme arme un espadon placé sur le mur. Pat crache sa chique sur Mickey mais l'ouverture du hublot permet au vent de renvoyer le crachat. Mickey lance des cartes, Pat dégaine son épée et un duel au sabre-espadon s'ensuit. Pat est désavantagé par sa jambe en bois prise dans le pied à roulette d'un tabouret. Mickey le pousse contre un poêle dont le feu lui brule les fesses. L'espadon perd sa peau et devient mou. Pat en profite pour se jeter contre Mickey, mais le fauteuil à bascule sur lequel Mickey se trouve le propulse contre un mur. La vue bouchée par une horloge, Pat tranche les liens de Minnie. Arrivé sur le pont du bateau, Mickey monte Minnie en haut du mât. Pat appelle son équipage à l'aide. Mais Mickey utilise les armes du bateau contre ses occupants. Il tire avec un canon, lançant des casseroles comme boulets, puis un fourneau. Pat escalade le mât pour rattraper Minnie, mais Mickey utilise des fusées de détresse pour l'éloigner de sa fiancée. Mickey utilise ensuite un harpon pour disposer l'équipage le long de la corde derrière le bateau avec au bout Pat qu'un requin essaye de manger. Mickey a repris le contrôle du bateau et embrasse Minnie.

## Fiche technique
- Titre original : Shanghaied
- Autres Titres[1] :
  - France : Marin malgré lui
  - Suède : Shanghajad, Sjörövare
- Série : Mickey Mouse
- Réalisateur : Burt Gillett
- Animateur : Norman Ferguson
- Voix : Walt Disney (Mickey), Marcellite Garner (Minnie)
- Producteur : Walt Disney, John Sutherland
- Distributeur : United Artists
- Date de sortie : 13 janvier 1934[2]
- Format d'image : Noir et Blanc
- Musique : Frank Churchill
- Son : Mono
- Durée : 7 min
- Genre : Comédie
- Langue : (en)
- Pays de production :  États-Unis

## Voix françaises
- Jean-François Kopf : Mickey Mouse
- Marie-Charlotte Leclaire : Minnie Mouse
- Alain Dorval : Pat Hilbulaire

## Commentaires
Le titre du film est issu d'une expression anglophone synonyme d'« abordé ».